# Arne Kardell
John Arne Kardell, född 20 februari 1938, död 30 september 2015, var en svensk jurist och generaldirektör.

## Biografi
Kardell utbildade sig till jurist och genomgick sedvanlig domarutbildning som notarie, tingsfiskal och assessor i Svea hovrätt. Han knöts sedan till Jordbruksdepartementet och blev så småningom dess rättschef och t f statssekreterare.
1986 utsågs han till generaldirektör i Statens livsmedelsverk, en tjänst som han hade till 1998.
Som generaldirektör kom Kardell att uppmärksammas i flera debatter om livsmedelssäkerhet, bland annat om bestrålad mat och cesium-halter i renkött efter Tjernobyl-olyckan.
Därefter ledde han flera statliga utredningar, bland annat den om den svenska kemikalielagstiftningen 1998–2002.